# Christophe Rinero
Christophe Rinero (født 29. december 1973 i Moissac) er en fransk tidligere landevejscykelrytter som kørte for Agritubel. Rineros største sejr kom da han vandt Tour de l'Avenir i 1998 og den Prikkede bjergtrøje i Tour de France 1998.